# Любич, Кьяра
Кья́ра Лю́бич (итал. Chiara Lubich, 22 января 1920 — 14 марта 2008) — основательница католического движения Фоколяры, известная деятельница экуменического движения.

## Биография
При рождении получила имя Сильвия. В годы фашизма её отец потерял работу из-за своих социалистических убеждений, и семья крайне бедствовала. Чтобы оплатить учёбу в университете, Сильвия сама давала частные уроки. В возрасте 15 лет она вступила в ряды Католического действия в Тренто и вскоре стала епархиальным молодежным лидером. Во время Второй мировой войны, когда Тренто подвергался массированным бомбардировкам союзной авиации, по её словам, она открыла для себя Божью любовь, которую, как она почувствовала, не могут уничтожить никакие взрывы.
7 декабря 1943 года, молясь в маленькой часовне, Сильвия дала обет посвятить Богу всю свою жизнь и изменила имя на Кьяру в честь святой Клары Ассизской. Эта дата считается днём основания движения «Фоколяре». В 1949 году Кьяра познакомилась с молодым итальянцем Паскуале Форези, который пятью годами позже стал первым фоколяром, рукоположённым в сан католического священника. Трудами о. Форези было открыто издательство «Фоколяров» «La Citta Nuova» (Новый град), которое распространяло идеи Кьяры Любич.

## Деятельность
В 1977 году Кьяра Любич стала лауреатом премии Темплтона за прогресс в области религии и мира. В 1996 году — международной премии ЮНЕСКО «За вклад в дело мира».
В 1997 году Кьяра Любич также выступала в ООН с докладом о единстве человечества, а в 1998 получила премию Совета Европы за достижения в области прав человека.
Папа римский Иоанн Павел II четырежды назначал Кьяру Любич наблюдателем на Синодах епископов в 1980-е и 1990-е годы. Она также занимала должность консультанта при Папском совете по делам мирян.

## Беатификация
В 2015 году начался процесс беатификации Кьяры Любич